# Dram
El dram (en armeni դրամ) és la moneda d'Armènia i també circulà en l'extint estat autoproclamat independent de l'Alt Karabakh. El codi ISO 4217 és AMD i utilitza un símbol especial, creat per Ken Komendaryan. Se subdivideix en 100 luma (լումա).
És emès pel Banc Central d'Armènia (Հայաստանի Կենտրոնական Բանկ, Hayastani Kentronakan Bank).

## Història
El primer cop que es va emetre el dram (el nom del qual deriva de la dracma grega) va ser durant el període de 1199 a 1375. En aquell moment les monedes eren de plata.

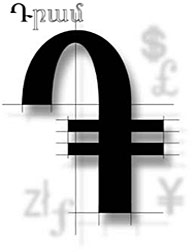
Disseny original del símbol del dram

El 21 de setembre del 1991 es va celebrar un referèndum que va declarar Armènia independent de la Unió Soviètica. Posteriorment, el 27 de març del 1993, es va crear el Banc Central d'Armènia en substitució del Banc Estatal de la República Socialista Soviètica d'Armènia. Tot i això, els antics bitllets de ruble soviètic van ser legals fins al novembre del mateix any. El nou dram es va posar en circulació el 22 de novembre del 1993 i se'n van emetre bitllets de 10, 25, 50, 100, 200 i 500 drams. La taxa de canvi que es va establir va ser d'un dram per 200 rubles, que en aquell moment equivalia a 1 dòlar per 14,5 drams. El 21 de gener del 1994, el Banc Central d'Armènia va posar en circulació monedes de 10, 20 i 50 luma i d'1, 3, 5 i 10 drams. Posteriorment, el 24 d'octubre del mateix any es va posar en circulació el bitllet de 1.000 drams i després, el setembre del 1995, el bitllet de 5.000 drams. Per acabar, es va emetre el bitllet de 20.000 drams i també un bitllet commemoratiu de 50.000 drams per celebrar els 1.700 anys de l'adopció del cristianisme a Armènia.

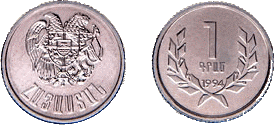
1 dram del 1994

## Monedes i bitllets
Actualment en circulen monedes de dues sèries. La sèrie antiga és del 1994 i les monedes en circulació són les de 10, 20 i 50 luma i d'1, 3, 5 i 10 drams. La sèrie nova és del 2003 i en circulen monedes de 10, 20, 50, 100, 200 i 500 drams.
Pel que fa als bitllets, en circulen de 500, 1.000, 5.000, 10.000, 20.000, 50.000 i 100.000 drams. Els de 10, 25, 50, 100 i 200 drams s'han retirat de la circulació.

## Taxes de canvi
- 1 EUR = 435,50 AMD (30 de maig de 2025)
- 1 USD = 383,94 AMD (30 de maig del 2025)